# Bahrain International 2024 II
Die Bahrain International 2024 II im Badminton fanden vom 19. bis zum 24. November 2024 in Manama statt. 2024 wurde von der in den Vorjahren immer nachfolgend ausgetragenen zweiten internationalen Turnierserie des Landes der Challenge-Status nicht erreicht, sodass es in diesem Jahr zwei International-Series-Turniere (mit dem Zusatz I und II) in Bahrain gab.

## Die Sieger und Platzierten
| Disziplin    | Gold                            | Silber                                   | Bronze                                                        |
| ------------ | ------------------------------- | ---------------------------------------- | ------------------------------------------------------------- |
| Herreneinzel | Manraj Singh                    | Kavin Thangam Kavin                      | Dmitriy Panarin                                               |
| Herreneinzel | Manraj Singh                    | Kavin Thangam Kavin                      | Vishal Vasudevan                                              |
| Dameneinzel  | Nanami Someya                   | Shiori Ebihara                           | Wiktoria Dąbczyńska                                           |
| Dameneinzel  | Nanami Someya                   | Shiori Ebihara                           | Ranithma Liyanage                                             |
| Herrendoppel | Christian Bernardo Alvin Morada | Vimalraj Annadurai Mauryan Kathiravan    | Dinura Rashmika Priyashan Goluwa Marakkalage Siyath Senaratne |
| Herrendoppel | Christian Bernardo Alvin Morada | Vimalraj Annadurai Mauryan Kathiravan    | Ivan Rusev Iliyan Stoynov                                     |
| Damendoppel  | Gabriela Stoeva Stefani Stoeva  | Mysha Omer Khan Taabia Khan              | Annanya Pravin Prerana N. Shet                                |
| Damendoppel  | Gabriela Stoeva Stefani Stoeva  | Mysha Omer Khan Taabia Khan              | Wiktoria Dąbczyńska Natalia Slobodova                         |
| Mixed        | Dmitriy Panarin Aisha Zhumabek  | Tarun Kona Sri Krishna Priya Kudaravalli | Aljallad Ahmad Lizbeth Elsa Binu                              |
| Mixed        | Dmitriy Panarin Aisha Zhumabek  | Tarun Kona Sri Krishna Priya Kudaravalli | Evgeni Panev Gabriela Stoeva                                  |